# Hegias (rzeźbiarz)
Hegias (I połowa V wieku p.n.e.) – attycki rzeźbiarz, nauczyciel Fidiasza, wspomniany przez Pliniusza oraz Pauzaniasza. Na Akropolu odnaleziono bazę z sygnaturą Hegiasa.